# TV-Romantica
TV-Romantica was een Nederlands erotisch televisieprogramma op de voormalige zender RTL Veronique (thans RTL 4) en werd uitgezonden in het najaar van 1989 en het begin van 1990 op de vrijdagavond tussen 0.00 en 1.00 uur.
Het werd gepresenteerd door Viola Holt en kan worden gezien als de eerste erotische laatavondtalkshow op de Nederlandse televisie. Het programma werd gepresenteerd van uit de studio waarbij Viola Holt samen met een vaste deskundig seksuoloog op een driezitsbank zat. Op een tafel waren allerlei seks-attributen en hulpmiddelen uitgestald die zo nodig uitgeprobeerd konden worden. Elke uitzending was gewijd aan één bepaald thema.
Er waren gasten maar ook konden kijkers vragen stellen door een roze telefoon op het gebied van relaties, liefde, erotiek en seks en die werden dan beantwoord door de aanwezige seksuoloog. Verder waren er straatinterviews en werd mensen naar hun mening over het betreffende onderwerp gevraagd.
Het programma, alhoewel spraakmakend voor die tijd, trok mede door het late tijdstip van uitzending onvoldoende kijkers en begin 1991 verdween het programma daarom kort voor de opheffing van RTL Veronique.